# Беляевский, Станислав Дмитриевич
Станислав Дмитриевич Беляевский (фин. Stanislav Belyaevsky; род. 27 июня 1973, Ленинград) — экс солист Финского национального балета (2000—2015), педагог и хореограф.

## Биография
С 1980 по 1982 годы обучался в 37-й школе-интернате, а в 1983 году зачислен в Ленинградское академическое хореографическое училище, где занимался и совершенствовал балетное мастерство у В. Г. Семёнова.
В 1988 году участвовал в концертах, посвящённых 250-летию училища, а в 1989 году, в качестве учащегося, совершил своё первое турне: Америка, Израиль, Исландия, Голландия, Германия и Франция.

### В Мариинском театре
Окончил в 1991 году Академию Русского балета и был принят в труппу Мариинского театра. В репертуаре танцовщика в тот период — партия Альберта («Жизель»), Зигфрида («Лебединое озеро»), принца («Щелкунчик»), Дезире («Спящая красавица»), партия Юноши в «Шопениане», Видение розы в одноимённом балете, Вацлава в «Бахчисарайском фонтане», Колена в «Тщетной предосторожности». Большое влияние на артиста оказал главный балетмейстер Мариинского театра О. М. Виноградов, поставивший свой новый балет «Золушка», где артисту была предложена роль принца.
В период работы в Мариинском театре, партнёршами артиста были: Ю. Махалина, А. Асылмуратова, Ж. Аюпова, У. Лопаткина, а репертуар пополнился первым и четвёртым pas de deux в балете «Симфония до мажор» Джорджа Баланчина.

### За границей
В 1997 году был приглашён в Немецкую государственную Оперу в Берлине, где сотрудничал с балетмейстерами Патрисом Бартом и Дэвидом Сатерландом.
В 2000 году был приглашён Йормой Уотиненом в Финский национальный балет в Хельсинки, где репертуар артиста пополнился партией Ленского («Онегин», Джона Кранко), Оберона («Сон в летнюю ночь» Хайнца Шпёрли), принца («Спящая красавица» Рудольфа Нуреева), Альберта («Жизель» Сильви Гиллем) и другими, а в сезоне 2002/2003 годов в главных партиях на премьерах балетов Джорджа Баланчина «Скрипичный концерт Стравинского» и «Серенада», а также «Золушка» Бена Стивенсона и партией Базиля в спектакле «Дон Кихот» Патриса Барта.
В 2002 году компания Universal Ballet из Южной Кореи пригласила артиста танцевать в Сеуле Зигфрида в балете «Лебединое озеро», а также Ромео в новом спектакле «Ромео и Джульетта».
На Международном конкурсе артистов балета в Праге, состоявшемся в августе 2002 года, артист выступил в качестве хореографа, подготовив для второго тура этого конкурса современный номер «Tango de Roxanne».
В 2015 году принял решение об оставлении сцены и переходе на преподавательскую должность.
В повседневной жизни увлекается фотографией.

## Награды
- В декабре 2002 года — приз «Pro Dance» за творческие успехи.